# 佛罗鞘腹蛛
佛罗鞘腹蛛（学名：Coleosoma floridanum）为球蛛科鞘腹蛛属的动物。分布于日本、孟加拉国、非洲、美国、墨西哥、西印度群岛以及中国大陆的四川等地，常生活于稻田中。